# Wesmaelius vaillanti
Wesmaelius vaillanti är en insektsart som först beskrevs av Luisa Eugenia Navas 1927.  Wesmaelius vaillanti ingår i släktet Wesmaelius och familjen florsländor. Inga underarter finns listade i Catalogue of Life.